# Rathaus Neuried

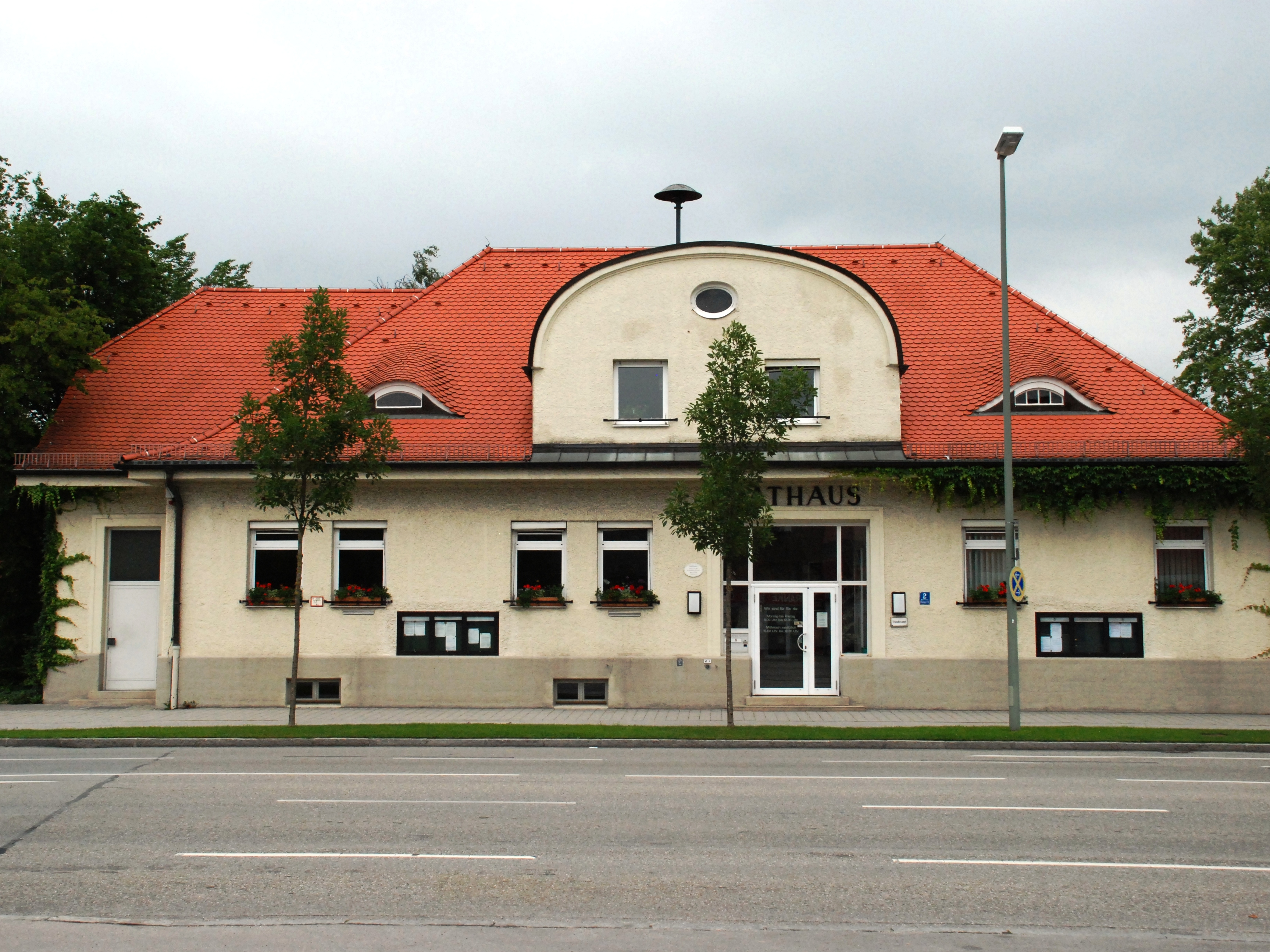
Rathaus Neuried

Das Alte Rathaus Neuried war von 1960 bis 2019 der Sitz des Gemeinderats der oberbayerischen Gemeinde Neuried im Landkreis München. Das Bauwerk ist als Baudenkmal in die Bayerische Denkmalliste eingetragen.

## Geschichte
Das Gebäude wurde 1912/13 nach Plänen des Architekten Fraaß aus München errichtet. Zunächst diente es als Schulhaus, seit 1960 als Rathaus. Nach dem Umzug des Rathauses 2019 in einen Neubau am Hainbuchenring 9 wurde in dem Alten Rathaus das Bauamt untergebracht.

## Beschreibung
Das Rathaus liegt in der Ortsmitte von Neuried an der Planegger Straße 2. Es ist ein eingeschossiger Bau mit einem Grundriss von etwa 25 × 12 Metern und einem Walmdach. An der Straßenseite hat es ein Zwerchhaus mit einem flachen, elliptischen Giebel.